# جعفر أباد (فريمان)
جعفر أباد (بالفارسية: جعفرآباد) هي قرية تقع في قسم سنغ بست الريفي في إيران. يقدر عدد سكانها بـ 28 نسمة بحسب إحصاء 2016.